# Бунго
Бунго (яп. 文語, «литературный язык», «язык словесности») — литературная (стандартная) форма японского языка до 1945 года, основывающаяся на классическом японском языке эпохи Хэйан, однако с учётом произошедших с того времени фонетических изменений. Основные различия между бунго и разговорным японским заключались в грамматике и, отчасти, в лексическом составе (теоретически любое слово VIII века могло быть употреблено в тексте на бунго, хотя практически многие такие слова за это время уже перестали использоваться). До революции Мэйдзи бунго господствовал во всех областях письменности, кроме самых высоких (официальные документы, часть научной и художественной литературы писались «китайским письмом» — на камбуне, японском изводе вэньяня). После отмены камбуна и эту область занял бунго.
С 1880-х годов началось движение за «разговорный язык» (яп. 口語 ко:го); появились первые его грамматики, он оказал влияние на язык художественной литературы, к началу XX века на него перешла пресса, а затем и появившееся радио. С 1910-х годов до 1945 года бунго держался только в официально-деловой сфере — на нём писались все документы, от квитанции из прачечной до указов императора. Осознавался не как особый язык, а как «высокая» форма национального языка (так считал классик японского языкознания Мотоки Токиэда).
После Второй мировой войны, несмотря на уход бунго из повседневной письменности, он ценится как часть национального культурно-языкового наследия, преподаётся в школах. На бунго слагаются стихи в традиционных жанрах (танка и хокку), причём при этом избегаются китаизмы — канго. Многие слова из бунго, фактически не употребляющиеся в современных текстах, включаются в толковые словари японского языка, часто без специальных помет.
Сегодня бунго сохраняется в качестве богослужебного языка Японской православной церкви.